# Noureddine Selmi
Noureddine Selmi, né le 20 juin 1972 à Médenine, est un universitaire et homme politique tunisien.
Il est ministre de l'Équipement, de l'Habitat et de l'Aménagement du territoire dans le gouvernement de Youssef Chahed de 2018 à 2020.

## Biographie
Diplômé de l'Institut du leadership administratif de l'École nationale d'administration et de l'Institut de défense nationale, il est également titulaire d'un doctorat de l'université de Savoie,. Noureddine Selmi devient ensuite professeur, notamment à l'Institut des hautes études commerciales de Carthage et dans diverses universités en France, au Canada, au Maroc et en Algérie.
Membre du conseil consultatif de l'Institut tunisien des études stratégiques, il a aussi été membre du conseil d'administration de la Banque centrale de Tunisie.
Nommé chef de cabinet du ministre du Commerce et de l’Artisanat, il est aussi chargé de mission puis chef de cabinet du ministre de l'Enseignement supérieur et de la Recherche scientifique avant d'être nommé, le 5 novembre 2018, comme ministre de l'Équipement, de l'Habitat et de l'Aménagement du territoire dans le gouvernement de Youssef Chahed. Son nom figure sur la liste des ministres proposée par Habib Jemli, le 2 janvier 2020, en tant que ministre des Affaires locales et de l'Environnement.
Il est marié et père de quatre enfants.

## Distinctions
- Chevalier de l'Ordre national du Mérite (2017)[1].